# Pealius indicus
Pealius indicus là một loài côn trùng cánh nửa trong họ Aleyrodidae, phân họ Aleyrodinae.
Pealius indicus được David miêu tả khoa học đầu tiên năm 1972.